# Пейлман, Хайтске
Хайтске Валентейн-Пейлман (нидерл. Haitske Valentijn-Pijlman, род. 16 июня 1954 года, Грау, Нидерланды) — нидерландская конькобежка; участница зимних Олимпийских игр 1980 года, бронзовый призёр чемпионата мира, серебряный призёр чемпионата Нидерландов в классическом многоборье, 10-кратная рекордсменка Нидерландов.

## Биография
Хайтске Пейлман  родилась в Грау. Начала заниматься конькобежным спортом в возрасте 12 лет в Херенвене.. С 1972 года стала участвовать в юниорских чемпионатах Нидерландов. В 1975 году, после 5-го места на чемпионате страны в многоборье, дебютировала на чемпионате мира в спринтерском многоборье и на чемпионате мира в классическом многоборье, где заняла соответственно 11-е и 25-е места. Через год на чемпионате мира в спринтерском многоборье поднялась на 9-е место. 
В 1976 году вышла замуж и стала выступать под фамилией Валентейн-Пейлман. 1977 год стал для Хайтске самым успешным в её карьере. В январе она стала серебряным призёром на чемпионате Нидерландов в многоборье, а в марте выиграла бронзовую медаль на домашнем чемпионате мира в спринтерском многоборье в Алкмаре. В том же месяце заняла 5-е место на чемпионате мира в классическом многоборье.
В 1978 году результаты Валентейн-Пейлман пошли на спад. На чемпионате мира в спринтерском многоборье заняла 6-е место, а на чемпионате Нидерландов в многоборье опустилась на 15-е место, при этом выиграла забег на 500 м, но упала на 1500-метровке и потеряла все шансы на победу. Через год на национальном чемпионате вновь успешно пробежала 500 м и 1000 м, заняв 1-е место, но неудачный забег на 3000 м опустил в сумме её на 10-е место. Следом на чемпионате мира в спринтерском многоборье заняла 27-е место. В феврале 1980 года на зимних Олимпийских играх в Лейк-Плэсиде заняла 14-е место в беге на 1000 м и 15-е на 500 м. В том же году завершила карьеру спортсменки.

## Личная жизнь
Хайтске Пейлман в 1976 году вышла замуж за голландского конькобежца Йоса Валентейна. В 1985 году у них родилась дочь Рикст. Их дочь занималась гимнастикой и участвовала за сборную Нидерландов, но из-за травм в 18-летнем возрасте завершила карьеру.. 